# Marsdenia dissitiflora
Marsdenia dissitiflora är en oleanderväxtart som först beskrevs av Henry Nicholas Ridley, och fick sitt nu gällande namn av P.I. Forster. Marsdenia dissitiflora ingår i släktet Marsdenia och familjen oleanderväxter. Inga underarter finns listade i Catalogue of Life.